# رحماني شمس الدين
رحمانى شمس الدين (مواليد 15 سبتمبر 1990) هو لاعب كرة قدم جزائري، يلعب لصالح مولودية وهران و لعب سابقاً مع نادي ضمك في دوري المحترفين السعودي.

## روابط خارجية
- رحماني شمس الدين على موقع قاعدة بيانات كرة القدم.إي يو (الإنجليزية)
- رحماني شمس الدين على موقع Soccerway.com (الإنجليزية)